# Samir Muratović
Samir Muratović (ur. 25 lutego 1976 w Zvorniku) – bośniacki piłkarz występujący na pozycji pomocnika.

## Kariera klubowa
Muratović zawodową karierę rozpoczynał w Drinie Zvornik. W 1998 roku przeszedł do tureckiego Kocaelisporu. Przez ponad rok rozegrał tam 27 spotkań i zdobył 4 bramki. W 1999 roku powrócił do Bośni, gdzie został graczem Željezničaru Sarajewo. W 2000 roku zdobył z tym klubem Puchar Bośni i Hercegowiny oraz Superpuchar Bośni i Hercegowiny.
W listopadzie 2000 roku przeszedł do niemieckiego Chemnitzer FC, grającego w 2. Bundeslidze. Grał tam do końca sezonu 2000/2001. Potem odszedł do rosyjskiego Saturna Ramienskoje. Jego barwy reprezentował przez trzy sezony. W sumie zagrał tam w 68 meczach i strzelił 11 goli.
W 2004 roku podpisał kontrakt z austriackim Grazerem AK. W Bundeslidze zadebiutował 21 lutego 2004 w wygranym 4:1 meczu z Mattersburgiem. 3 kwietnia 2004 w wygranym 4:0 spotkaniu z Rapidem Wiedeń strzelił pierwszego gola w Bundeslidze. W sezonie 2003/2004 Muratović zdobył z klubem mistrzostwo Austrii oraz Puchar Austrii. W następnym sezonie wywalczył z zespołem wicemistrzostwo Austrii.
Latem 2007 roku przeszedł do Sturmu Graz. Zadebiutował tam 11 lipca 2007 w zremisowanym 2:2 ligowym pojedynku z Austrią Wiedeń. W sezonie 2009/2010 zdobył Puchar Austrii, a w sezonie 2010/2011 wywalczył mistrzostwo kraju. W latach 2012–2013 grał w FC Gratkorn, po czym zakończył karierę.

## Kariera reprezentacyjna
W reprezentacji Bośni i Hercegowiny Muratović zadebiutował 27 stycznia 1999 w przegranym 1:2 towarzyskim meczu z Maltą. W latach 1999–2014 w drużynie narodowej zagrał 24 razy.